# Koninkrijkszaal

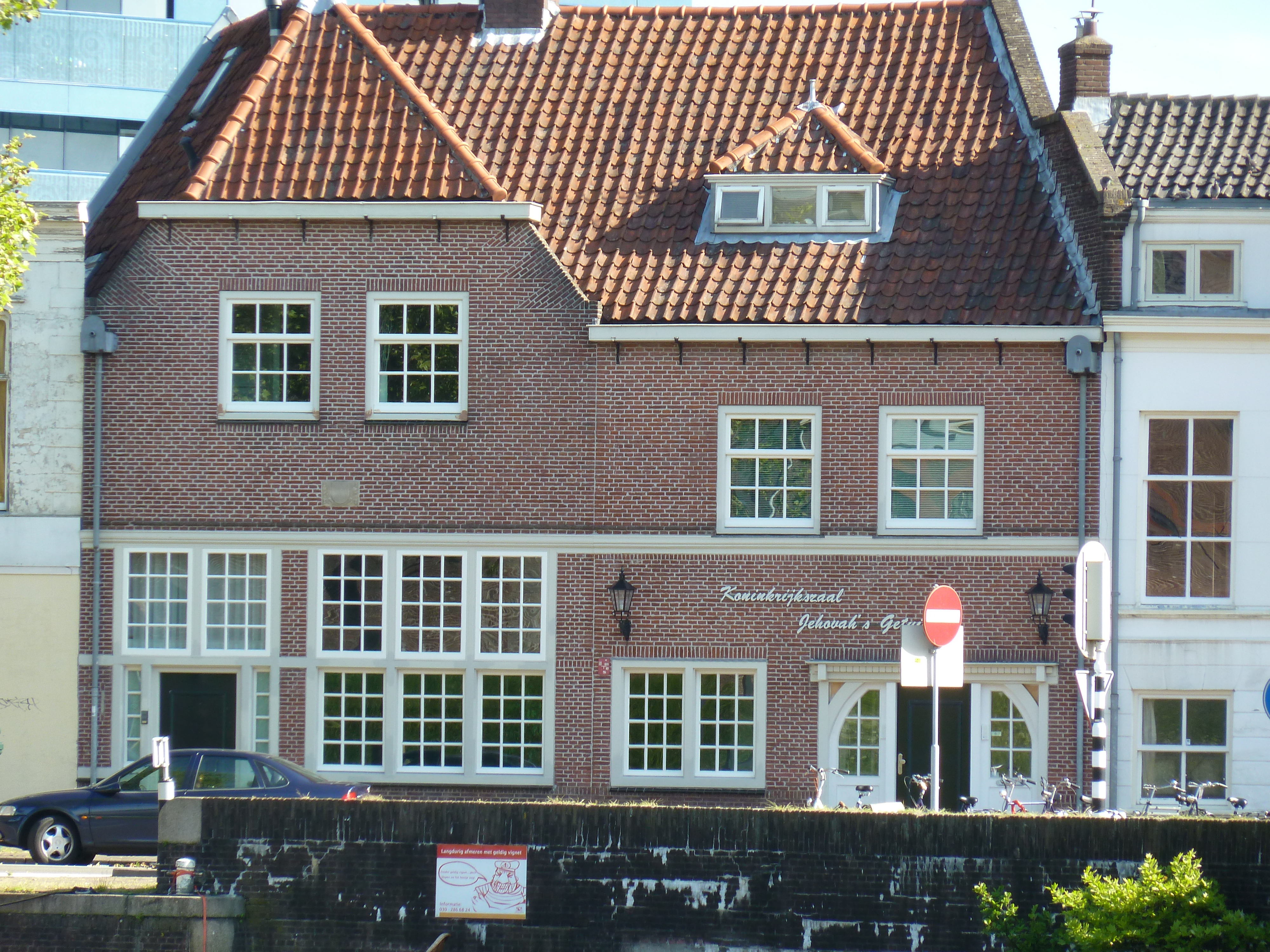
Koninkrijkszaal aan de Wittevrouwensingel te Utrecht

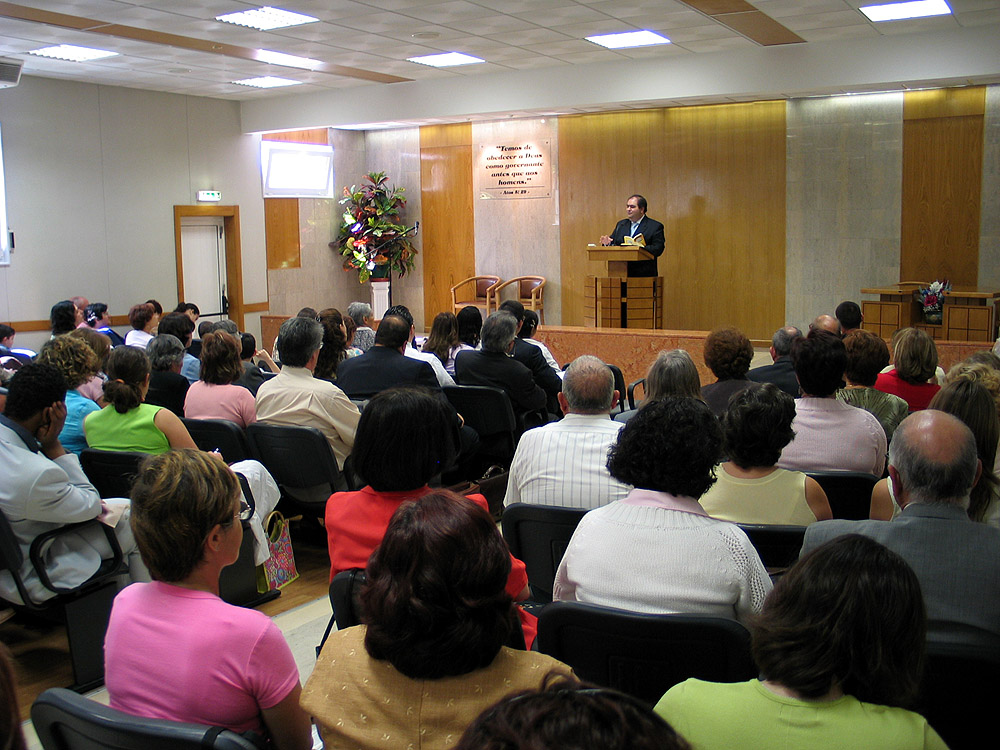
Interieur van een Koninkrijkszaal

Een koninkrijkszaal is een religieuze vergaderplaats voor Jehova's getuigen waar een of meerdere gemeenten vergaderen. De term werd voor het eerst gebruikt door Joseph Franklin Rutherford in 1935. Jehova's getuigen spreken vanaf die tijd niet meer van "kerkgebouw" of "kerk" om hun plaats van bijeenkomst aan te duiden, maar van "koninkrijkszaal" of kortweg "zaal". Jehova's getuigen noemen hun kerkdiensten "vergaderingen".
Een koninkrijkszaal is in de regel een gebouw met een sobere inrichting. Jehova's getuigen gebruiken niet de in het christendom gebruikelijke symbolen voor aanbidding, dus er worden geen beelden, kaarsen, kruisen of andere symbolen aangetroffen op of in koninkrijkszalen. Volgens de interne richtlijnen dient aan een muur, gewoonlijk achter het podium, waar de spreker staat, de 'jaartekst' te worden bevestigd, een vers uit de Bijbel dat wereldwijd als thema voor het hele kalenderjaar wordt gebruikt.
De zaal heeft in de regel een grote en een kleine gehoorzaal. Sommige koninkrijkszalen hebben meerdere zalen zodat meerdere gemeenten tegelijk vergaderingen kunnen houden. Een zaal heeft meestal een bibliotheek van publicaties van het Wachttorengenootschap, een 'bijdragenbus' en een 'lectuurbalie', waar publicaties kunnen worden afgehaald. Zowel de gehoorzaal als het hele gebouw kan worden aangeduid als koninkrijkszaal.

## Activiteiten in een koninkrijkszaal
Een gemeente van Jehova's getuigen organiseert wekelijks twee diensten. Het bestuur van een gemeente (de ouderlingen) bepaalt op welke dag en tijd de diensten plaatsvinden. Bij iedere dienst worden twee gebeden uitgesproken en drie liederen gezongen. Het gehele programma, inclusief zang en gebed, duurt 1 uur en 45 minuten. De diensten worden in sommige gemeenten ook opgenomen of in livestream aangeboden.
Weekendbijeenkomst
De weekendbijeenkomst, meestal gehouden op zondag, bestaat uit een openbare lezing van 30 minuten die wordt gehouden door een ouderling of dienaar in de bediening en een uur lange vraag-en-antwoord bespreking van een artikel uit De Wachttoren, waarbij de vragen zijn geformuleerd door het Wachttorengenootschap en de antwoorden in het tijdschrift worden voorgeschreven. Het is leden toegestaan de ideeën uit de publicaties in hun eigen woorden uit te drukken, maar het wordt ontmoedigd eigen ideeën naar voren te brengen die zijn opgedaan door persoonlijke studie.
Doordeweekse bijeenkomst
De doordeweekse bijeenkomst, meestal 's avonds gehouden, bestaat uit meerdere vraag-en-antwoord onderdelen die zijn gebaseerd op publicaties van het Wachttorengenootschap, Bijbellezen en demonstraties van hoe de publicaties van het Wachttorengenootschap kan worden gebruikt voor Bijbelstudie en openbare verkondiging. De interne circulaire Leven en dienen als christenen: werkboek voor vergaderingen dient hiervoor als basis. Wekelijks wordt er een schema gepresenteerd wat er op die vergadering besproken gaat worden, inclusief welke publicatie die avond gebruikt wordt.
Andere activiteiten
De enige activiteiten die volgens de voorschriften van het Wachttorengenootschap mogen worden ontplooid in een koninkrijkszaal:
- Velddienstbijeenkomst[11]
- Gedachtenisviering[12]
- Speciale lezing[13]
- Huwelijkslezing[14]
- Begrafenislezing

## Fotogalerij

Koninkrijkszalen in diverse landen
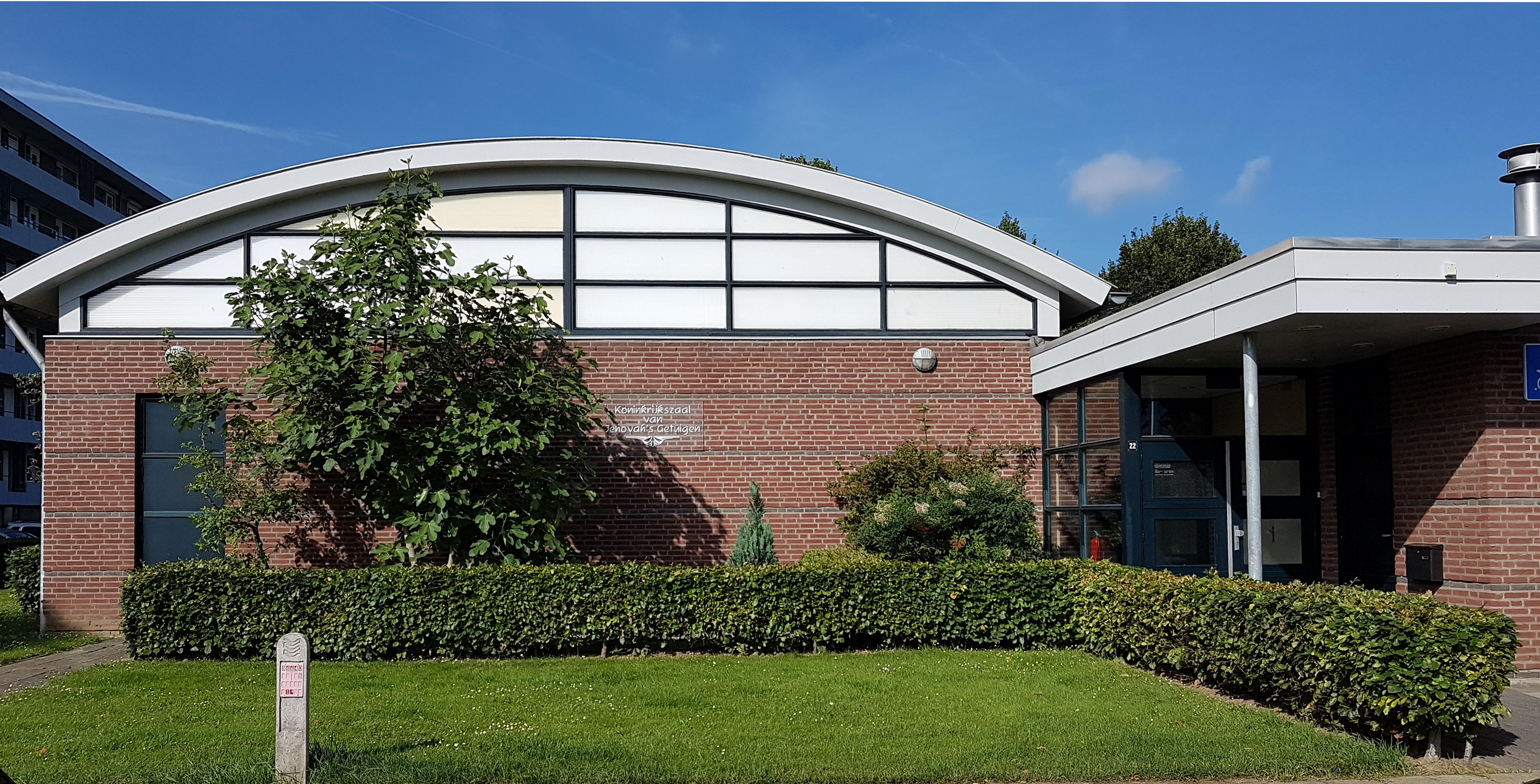
Maastricht, Nederland
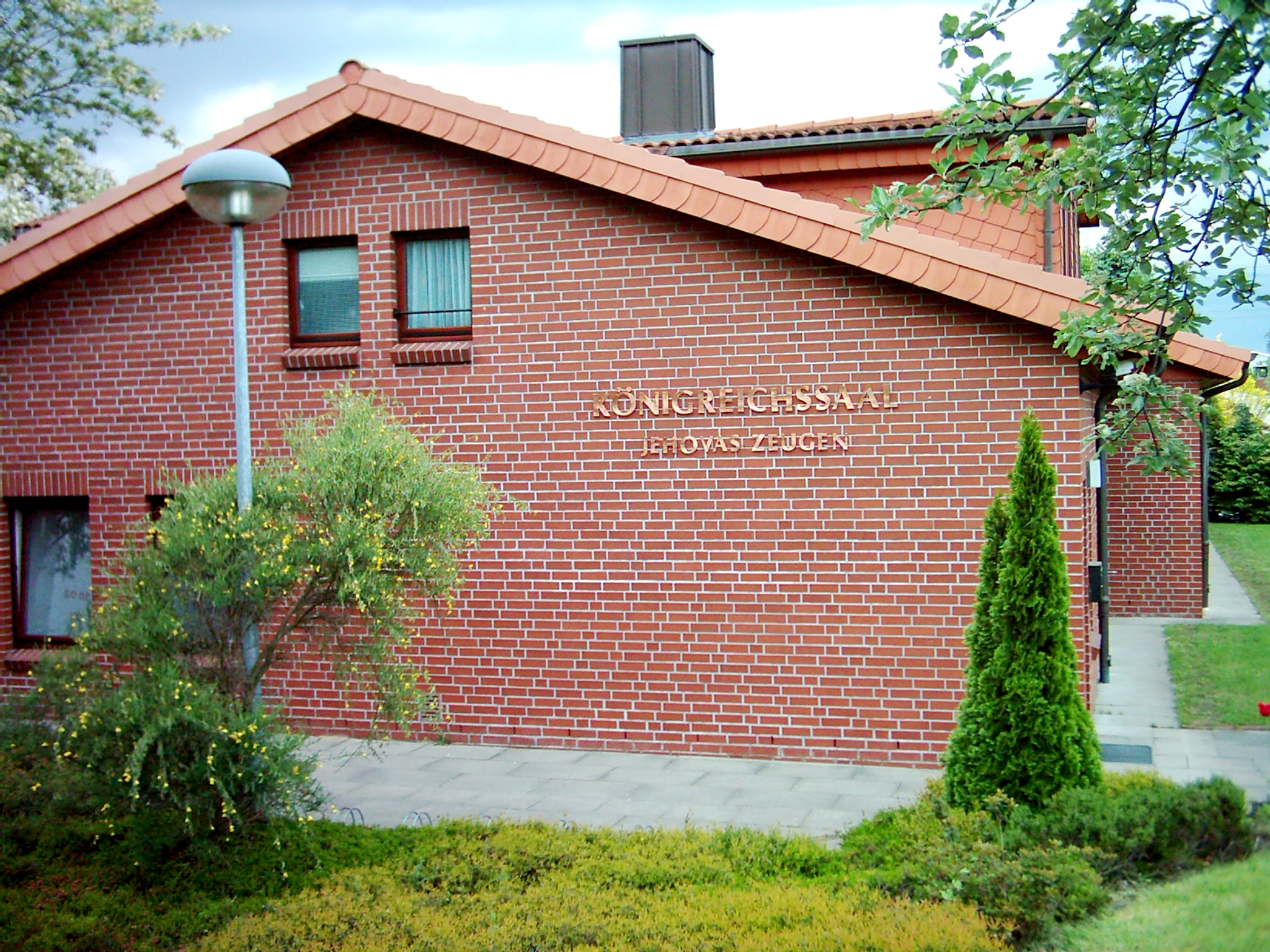
Hamburg, Duitsland
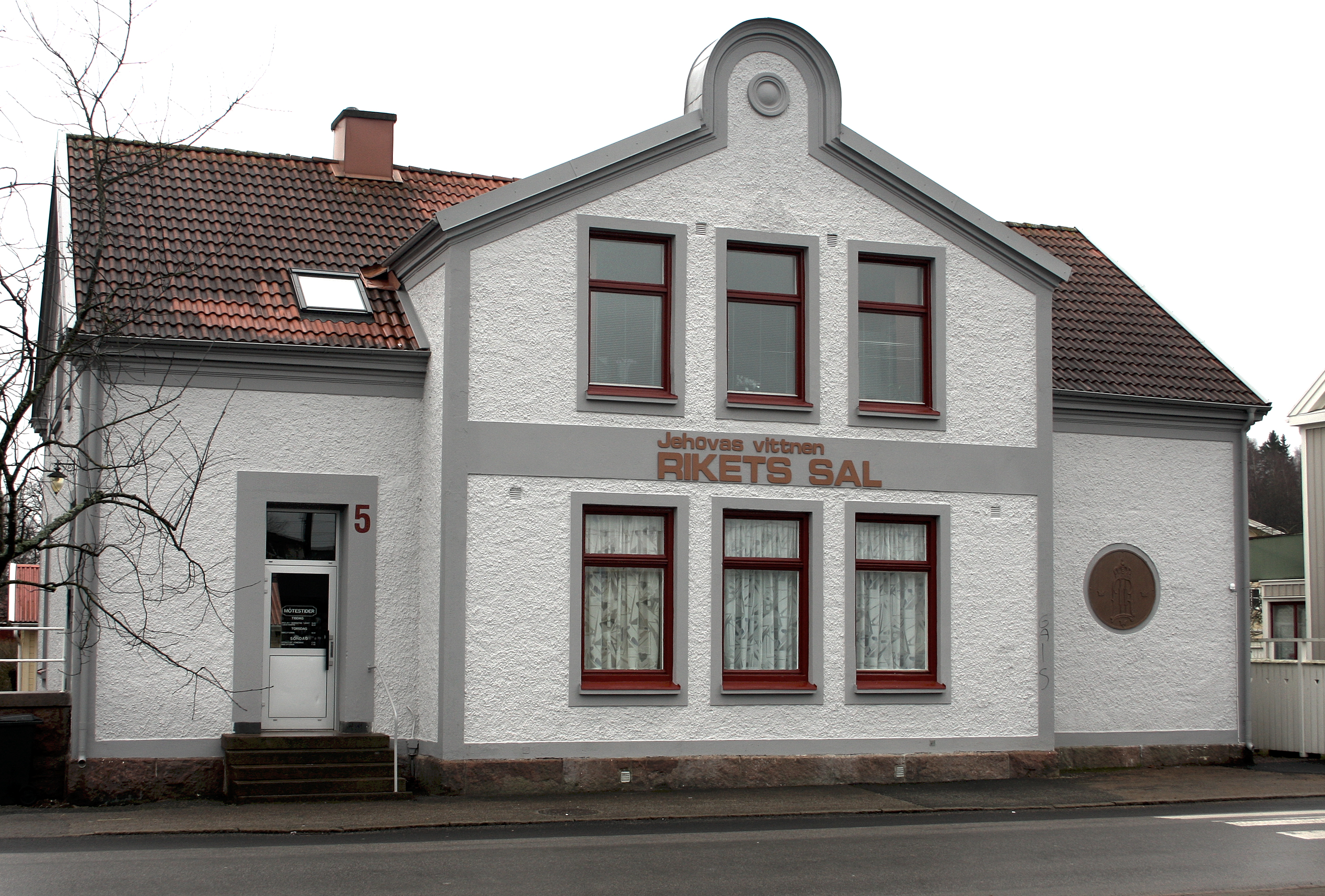
Vårgårda, Zweden
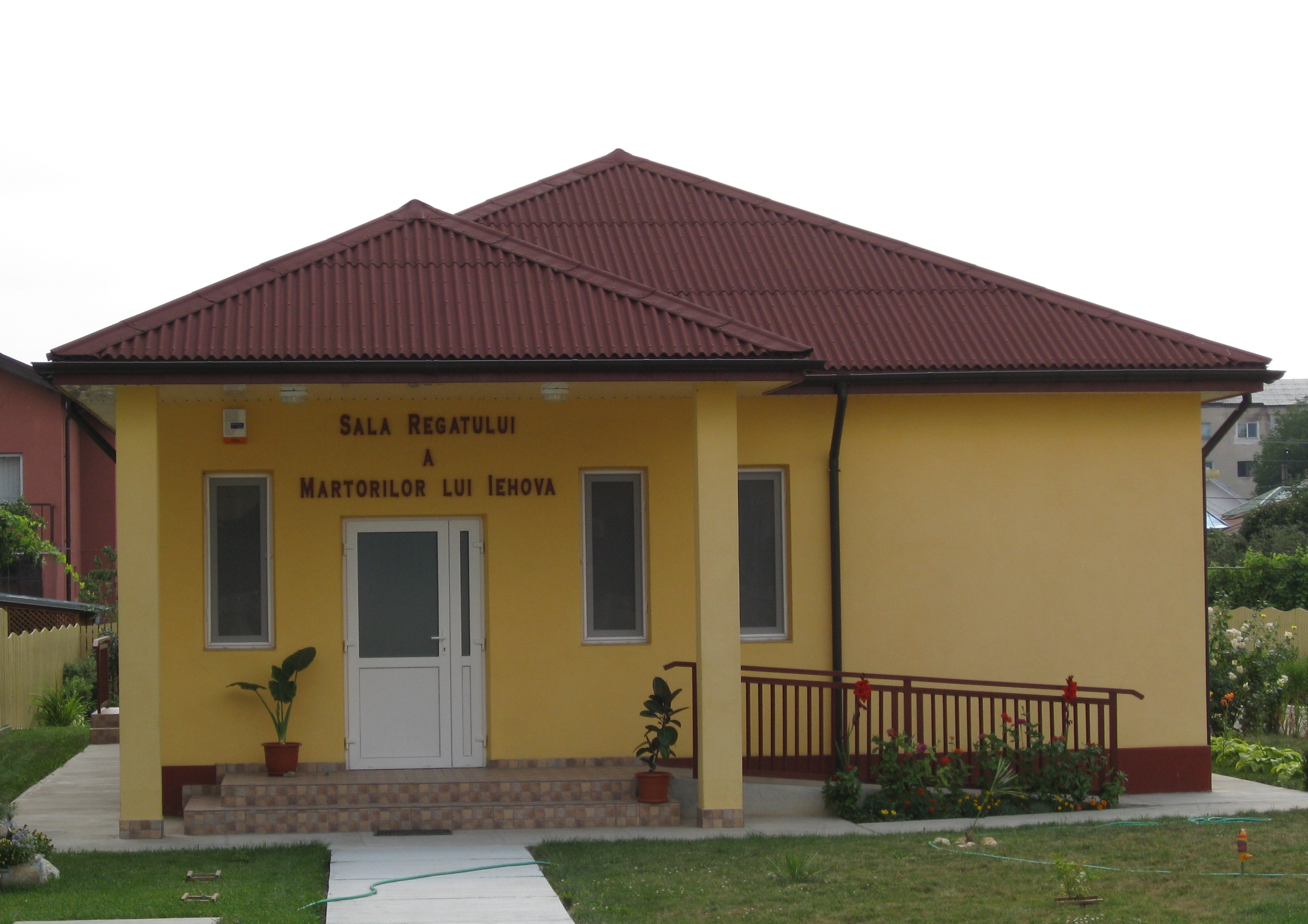
Târgovişte, Roemenië
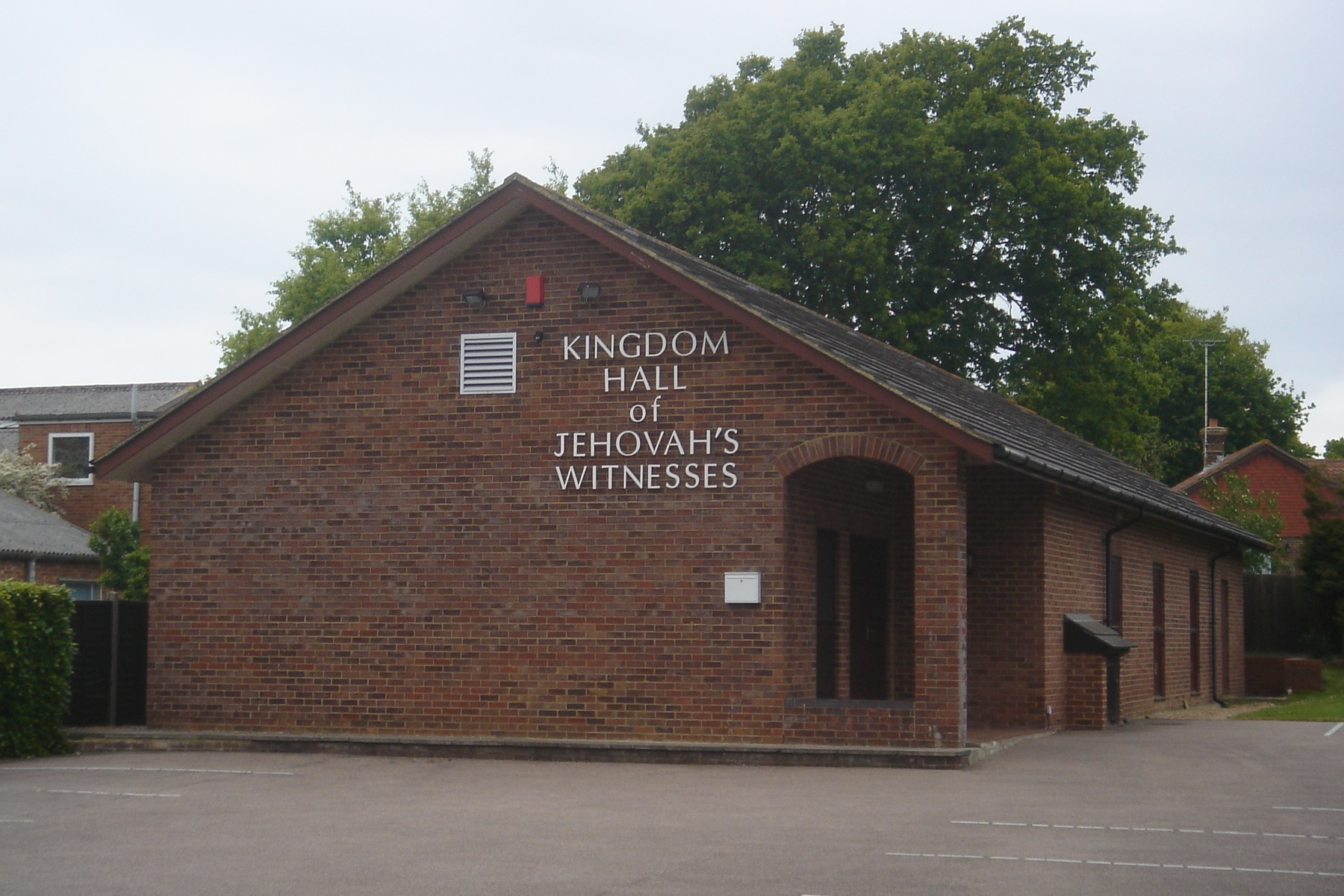
West Sussex, Engeland
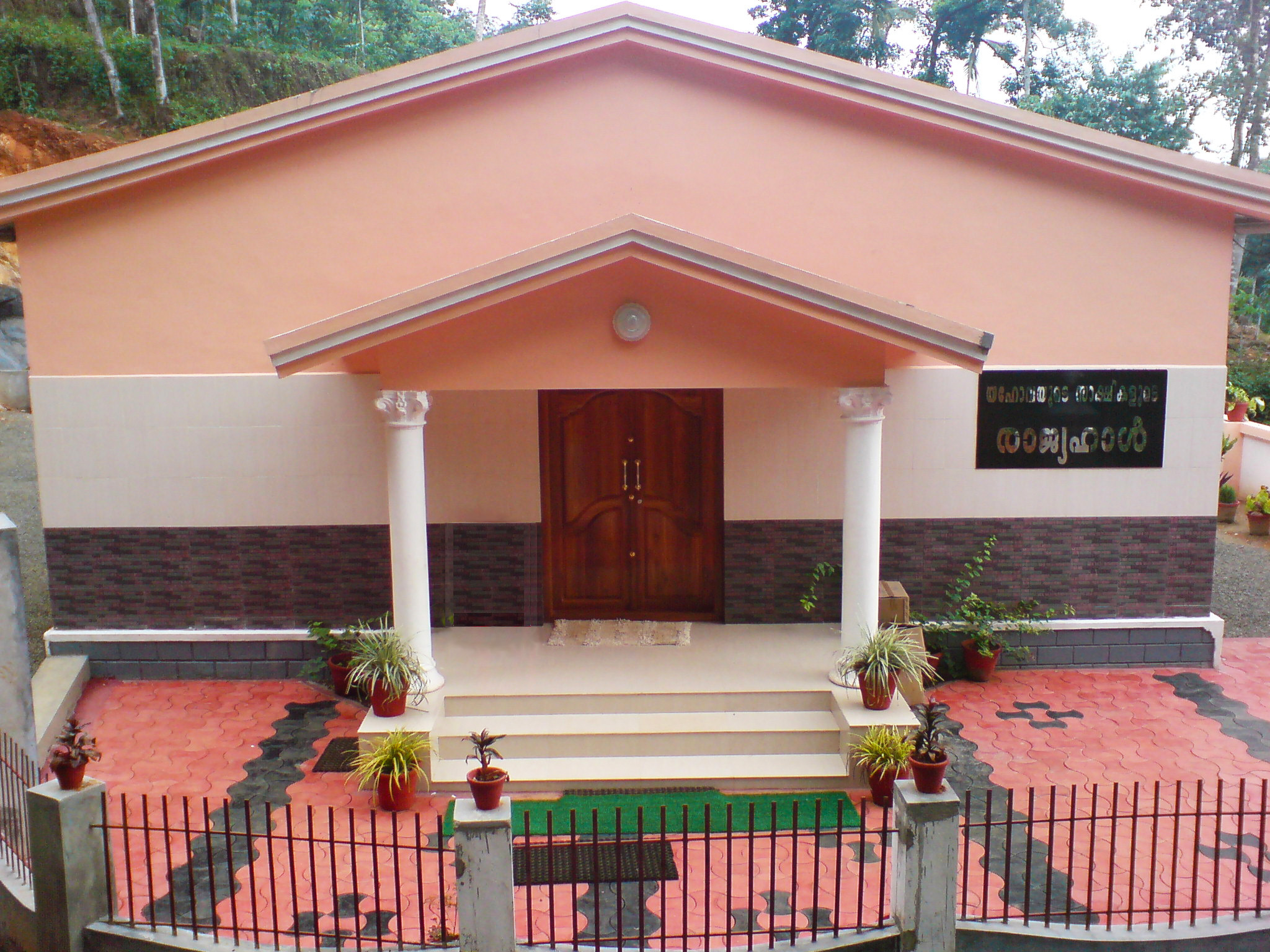
Kerala, India
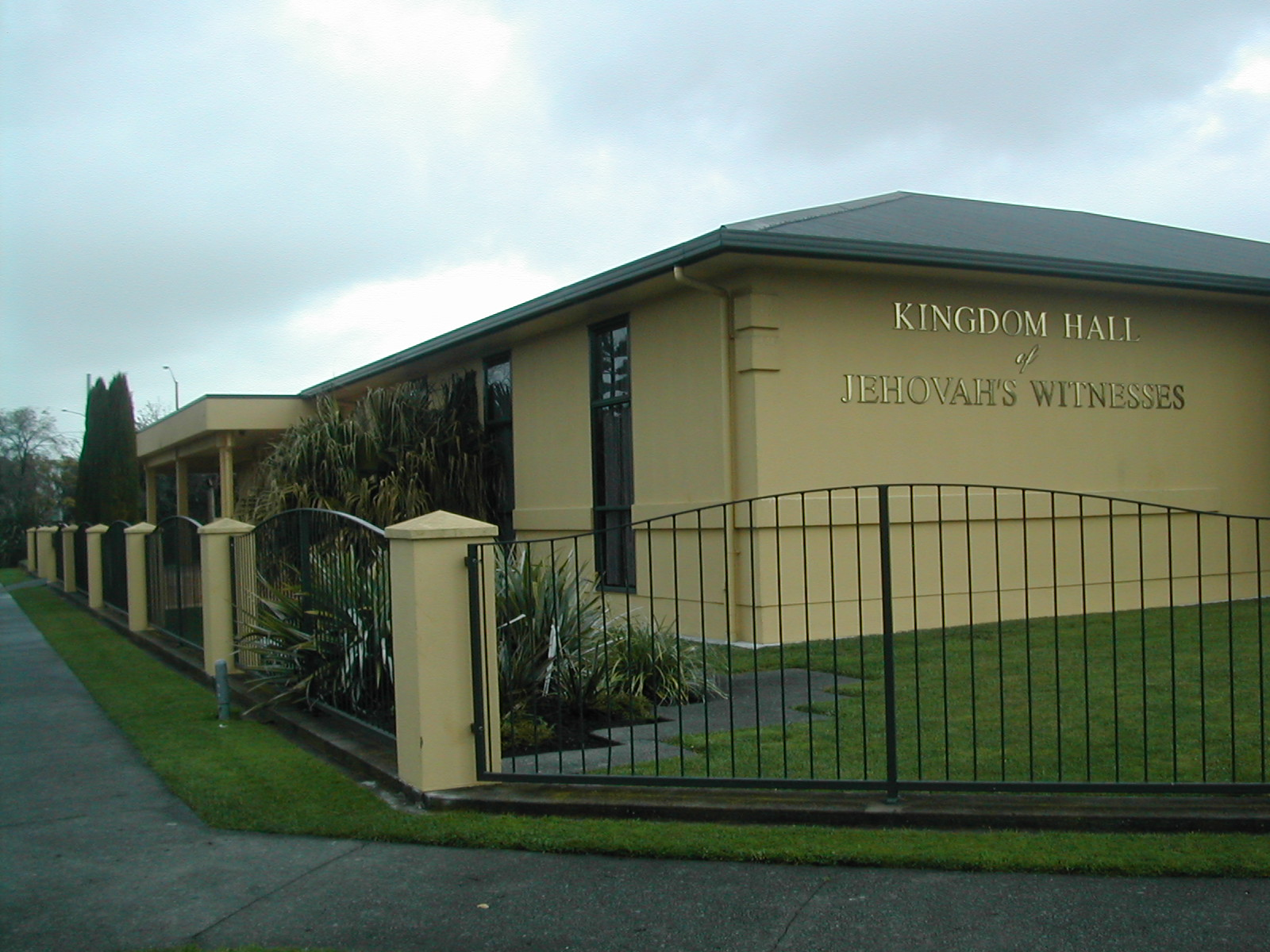
Napier, Nieuw-Zeeland
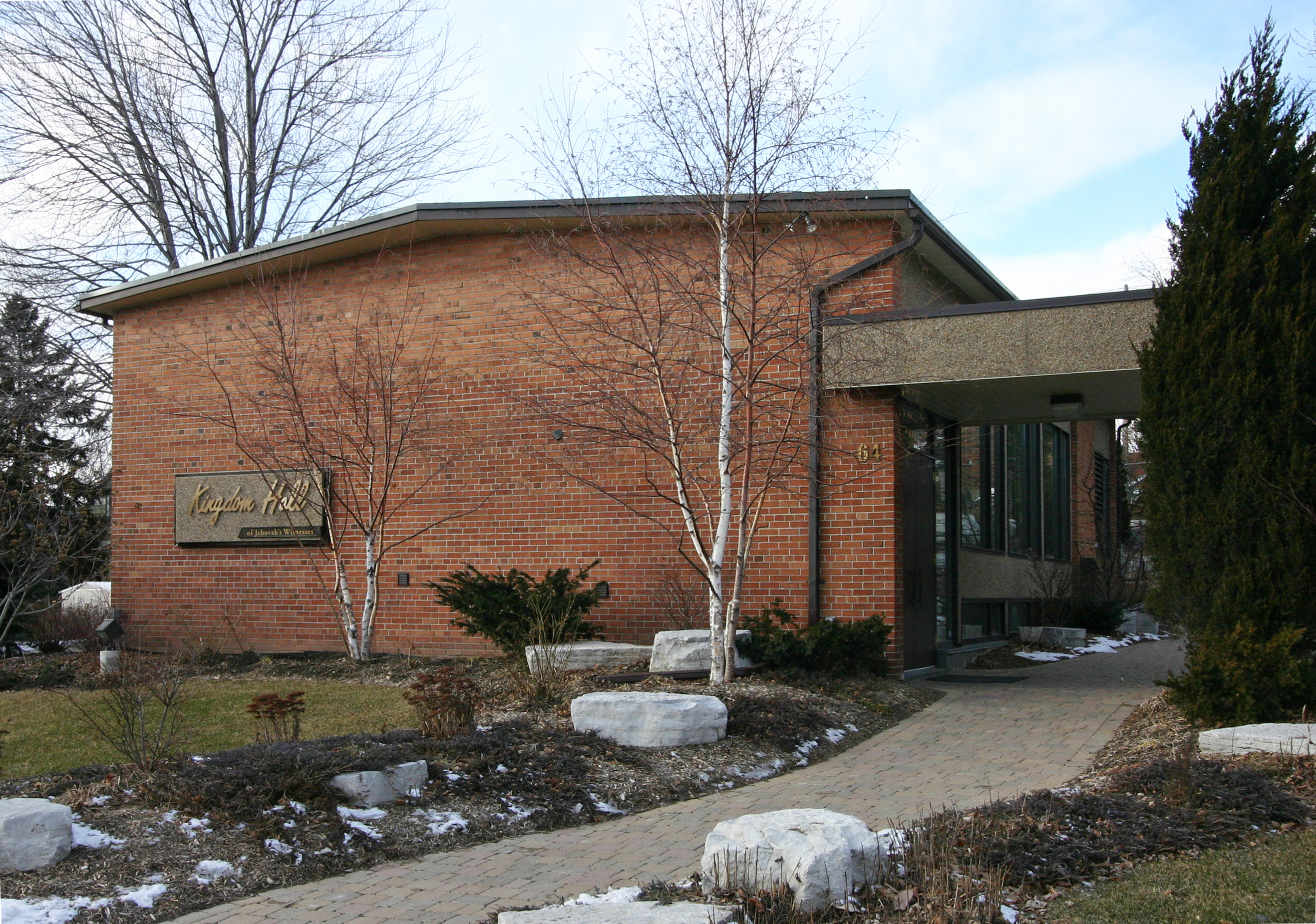
Toronto, Canada

Geschiedenis van het christendom · christendom van A tot Z